# Riesenglanzschnecke

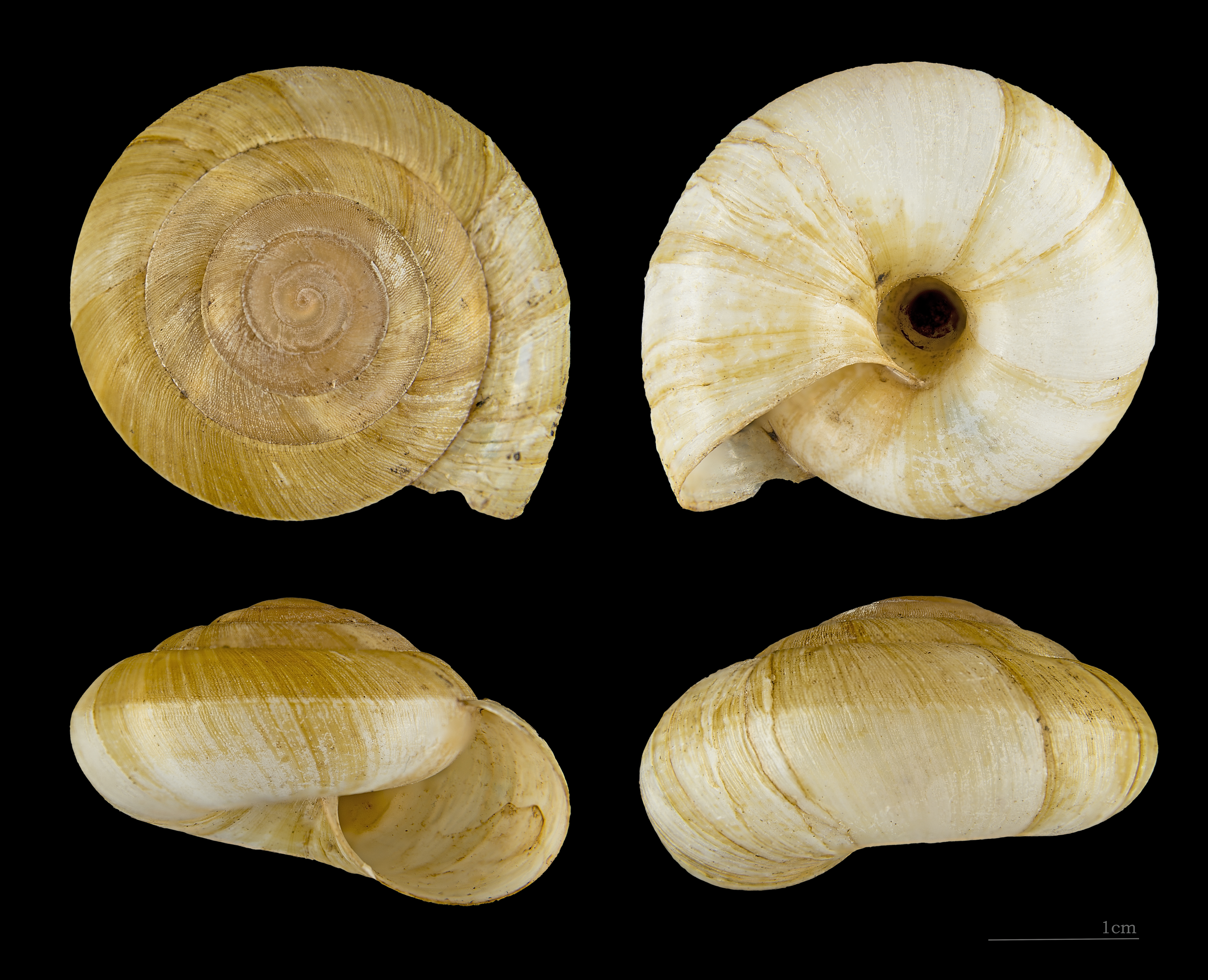
Gehäuse der Riesenglanzschnecke, Zonites algirus (Linné, 1758)

Die Riesenglanzschnecke (Zonites algirus) ist eine Landschneckenart aus der Familie der Riesenglanzschnecken (Zonitidae); diese wird in die Unterordnung der Landlungenschnecken (Stylommatophora) gestellt. Die Riesenglanzschnecke gehört zu den größten Vertretern der Familie. Manchmal ebenfalls als Riesenglanzschnecke bezeichnet wird Aegopis verticillus, für den aber der deutsche Name Wirtelschnecke empfohlen wird, um eine Verwechslung zu vermeiden.

## Merkmale
Die Gehäuse sind abgeflacht-flachkegelförmig und erreichen im Adultstadium einen Durchmesser bis 5,5 cm. Der Nabel ist weit und offen. In den Jugendstadien sind die Umgänge gekielt, der letzte Umgang ist gerundet. Die Oberseite zeigt gekörnte Anwachsstreifen, die Unterseite ist glänzend mit groben Anwachsstreifen. Die Farbe variiert von hellgelb zu dunkelbraun.  

## Vorkommen, Lebensweise und Verbreitung
Die Riesenglanzschnecke lebt in Wäldern, halboffenen Gelände, Weinbergen, unter Steinen, Hecken, Gebüsch eingegraben im Boden. Die Tiere ernähren sich von organischem Detritus. Die Art war ursprünglich wohl auf den Peloponnes, Kithira, Lesbos und die Westküste von Kleinasien bei Pergamon beschränkt. Die Riesenglanzschnecke wurde vermutlich bereits im Altertum an die Küsten von Südfrankreich, Ligurien und Apulien (Italien) verschleppt. Möglicherweise ist sie in Ligurien bereits wieder ausgestorben. Ein kleines Vorkommen wurde kürzlich auf einer kleinen Insel im Marmarameer bei Istanbul gefunden.

## Systematik
Zonites algirus  ist die Typusart der Gattung Zonites Montfort, 1810.